# Род Хрипс (Маршан)
Хрипс (абх. Хьрыҧс / Хьрыҧс-Ипацәа) — ветвь абхазского княжеского рода Маршан.

## Общие сведения
До окончания Кавказской войны владел землями в горном обществе Дал. Поздние главы княжеского дома распространяли свое влияние на соседний Цабал. Швейцарский этнограф и путешественник Дюбуа де Монпере пишет: «Семья Хирипс или Хирипси самая влиятельная и знатная, и ее старший сейчас играет здесь первую роль». Родовое гнездо семьи Хрипс — Дал, он называет главным селение цебельдинцев.

## Главы Княжеского Дома
- Варбохиш (ок. н. XVII в.)
- Хрипс (ок. сер. XVII в.)
- Даруква (ок. к. XVII в.)
- Химкораса (Ширинбей) (1814 - ?)
- Золотой Шабат (1818 - 1842)
- Эшсоу (1820 - 1855)
- Мехмед-гирей (1829 - ?)
- Алмасхит (1833 - 1878)

## Схема Рода Хрипс
```
Хрипс, владетель Дала
 x княжна Дзяпш-Ипа
 ├─>Даруква
 │  x Неизвестно.
 │  └─> Химкораса. Владетель Дала. 
 │    x Енджи-ханум Чачба, дочь владетеля Абхазии 
Сафарбея
.
 │    └─> Мехмед-гирей. Погиб не оставив потомков. 
 │      x Марта Александровна Чачба. Происходит из абжуйской ветви рода Чачба. 
 │  └─> Баталбей. Похоронен в родовом замке в Дале. 
 │    x Эсма-ханум Чачба. Происходит из абжуйской ветви рода Чачба. 
 │    └─> Алмасхит. Оба сына (Мурат и Таташь) не оставили наследников мужского пола. 
 │      x Дарья Чачба. Происходит из самурзаканской ветви рода Чачба. 
 │    └─> Астамур. Погиб в возрасте 15-лет во время перестрелки с царскими войсками.
 │    └─> Ардашил. Заколот в 16-лет по причине кровомщения.
 │    └─> Хрипс. Потомство живо. 
 │  x княжна Чачба, дочь владетеля Абхазии 
Келешбея
.
 │  └─> Беслангур. Убит в стычке с князьями Ачба. Потомство угасло в к. 19 в. 
 │  └─> Золотой Шабат. Предводитель Горной Абхазии. Погиб в возрасте 24-х лет во время атаки на царские войска. 
 │  └─> Эшсоу. Владетель Дала. 
 │    x княжна Дадешкелиани 
 │    └─> Зосхан. Погиб во время восстания в с. Лыхны.  
 x княжна Чачба
 ├─>Вачан
 │  └─>Его потомки — живут в 
Сирии
.
 ├─>Вачадия
 │   └─>Потомство существует.
 ├─>Бабыш. Владел землями в области 
Гума
, основатель села Бабышира. 
 │  └─>Потомство угасло в н. 20 в.
 ├─>Ардашил
 │  └─>Потомство угасло в к. 19 в.
 ├─>Далпмурза
 │  └─>Потомство угасло в н. 20 в.
 └─>Кайтмас. Основатель рода Кайтмас-Ипа. 
    └─>Ажгерий
       └─>Шахан. Потомство неизвестно. 
       └─>Халылбей. Знаменитый разбойник. Один из сторонников 
Золотого Шабата
. Потомство существует.
       └─>Даур. Потомство существует. 
       └─>Алстакул. Потомство угасло.
```